# هينريتش إسحاق
هينريتش إسحاق هو عازف الأرغن وملحن بلجيكي، ولد في 1450 في فلاندر في بلجيكا، وتوفي في 26 مارس 1517 في فلورنسا في إيطاليا.

## وصلات خارجية
- هينريتش إسحاق على موقع الموسوعة البريطانية (الإنجليزية)
- هينريتش إسحاق على موقع ميوزك برينز (الإنجليزية)
- هينريتش إسحاق على موقع أول ميوزيك (الإنجليزية)
- هينريتش إسحاق على موقع ديسكوغز (الإنجليزية)